# Arne Sletsjøe
Arne Bernhard Sletsjøe (Oslo, 8 de abril de 1960) es un deportista noruego que compitió en piragüismo en la modalidad de aguas tranquilas. Ganó dos medallas en el Campeonato Mundial de Piragüismo en los años 1983 y 1987.
Participó en los Juegos Olímpicos de Los Ángeles 1984 y Seúl 1988.

## Palmarés internacional
| Campeonato Mundial | Campeonato Mundial  | Campeonato Mundial | Campeonato Mundial |
| Año                | Lugar               | Medalla            | Evento             |
| ------------------ | ------------------- | ------------------ | ------------------ |
| 1983               | Tampere (Finlandia) | Medalla de plata   | K4 10 000 m        |
| 1987               | Duisburgo (RFA)     | Medalla de oro     | K4 10 000 m        |